# Селище (роман)

Обкладинка першого видання роману в 1988 році.

«Селище» (рос. Посёлок) — науково-фантастичний роман російського радянського письменника Кира Буличова. Роман входить у цикл літературних творів про лікаря космічного корабля Павлиша. Перша частина роману під назвою «Перевал» уперше опублікована у 1980 році у журналі «Знання — сила» у номерах від 7 до 11 у 1980 році Друга частина роману — «За перевалом» — опублікована у 1984 році. Повністю роман опублікований уперше у 1988 році у видавництві «Дитяча література» у 1988 році тиражем у 300 000 екземплярів. На фоні сюжету робінзонади — опису колонії людей на малопридатній для життя планеті, які врятувались після аварії космічного корабля, у творі гостро висвітлена проблема збереження духовних цінностей людства в умовах боротьби за виживання.

## Сюжет роману
Роман розпочинається з опису повсякденного життя колонії землян, які потрапили на невідому планету, на якій немає розумного життя, яка проте має розвинену біосферу, після аварії космічного корабля за 17 років до моменту початку оповіді. Під час аварії корабель упав на планету в степу, а після падіння вибухнув ядерний реактор, значна частина екіпажу корабля загинула, а решта екіпажу разом із дітьми вимушені були швидко покинути місце аварії, побоюючись витоку радіації, яка могла знищити решту людей. Для того, щоб врятуватись із місця аварії, потерпілі вимушені були перейти через гірський хребет, втративши за цей час ще кілька людей, та оселитись у первісному лісі на планеті. Оскільки зв'язок був пошкоджений при падінні корабля, люди не змогли послати сигнал лиха, і вимушені були оселитись на планеті. На цій планеті виявились дуже суворі природні умови, досить холодний клімат, а період обертання її навколо зірки становив понад 1000 днів, так що тривалість однієї пори року (зими чи літа) на ній приблизно рівна тривалості земного року. Окрім того, тваринний та рослинний світ на планеті є досить агресивним, на планеті є багато отруйних та хижих тварин, навіть рослини планети мають хижацькі інстинкти, а деякі просто небезпечні для людей, і при зустрічі з ними можна загинути, отримати важке поранення або втратити зір. Усе життя колонії складається із боротьби за виживання та пошуку засобів для існування. Найважчими для життя людей стали перші 5 років, коли смертність серед землян була найвищою, і вони ще не знали усіх небезпек рослинного та тваринного світу планети. За тривалий час перебування на планеті люди дещо адаптувались до місцевої природи, на планеті народилось чимало дітей. Проте й надалі смертність серед людей була високою, і на момент початку оповіді на планеті жило 24 людини, тоді як після аварії вижило 40 землян. Більшість землян не змирились із важкими умовами життя на планеті, а шукають можливість встановити зв'язок із Землею, а також організували школу для дітей, де вивчають основи земної науки, а також історію та географію Землі. Проте частина дорослих вже змирились із тим, що вони назавжди залишаться на чужій та ворожій планеті. Серед дітей також спостерігається поділ на тих, хто вірить у повернення на планету своїх батьків, але значна частина дітей вже пристосувались до життя на планеті, не вірять у розповіді про Землю та не хочуть повернення на планету батьків, адже ця планета вже стала їм рідною домівкою. Для того, щоб вдихнути віру у власні сили, частина землян вирішує спорядити експедицію до розбитого космічного корабля, щоб за допомогою приладів та техніки з нього спробувати послати сигнал на Землю. За кілька років до цього подібна експедиція зазнала невдачі, тому що не змогла перейти через гірський хребет. У експедицію вирушили один дорослий, на ім'я Томас Хінд, та троє підлітків, двоє з яких, Олег та Мар'яна, вірять у повернення на Землю, а хлопець на ім'я Дік добре пристосувався до життя у первісному суспільстві, і пішов у експедицію лише на прохання старших. Експедиція зуміла перейти хребет, та дійти до корабля, підвищеного рівня радіації на якому вже не було, проте по дорозі трагічно загинув Томас. Але підлітки. які дійшли до корабля, зуміли повернутись назад у селище, та принести людям найнеобхідніші речі, та навіть частину запасів їжі. Після повернення експедиції у селище ніби вдихнули нове життя, і більшість людей знову почали вірити у швидке повернення на Землю. А через деякий час, завдяки віднайденню джерела клею, жителі селища зуміли зробити повітряну кулю, також для того, щоб швидше дістатись до покинутого корабля. Під час пробних польотів на кулі, люди побачили у небі об'єкт, який за всіма висновками може бути тільки атмосферним зондом із земного корабля, що означає, що неподалік від планети є космічний корабель із Землі.
Паралельно на планету дійсно прибуває розвідувальний катер із Землі, на борту якого знаходяться дві жінки та чоловік — корабельний лікар та за сумісництвом біолог Павлиш. Після прибуття вони вирушають у експедицію на поверхню планети, а Павлиш запускає атмосферні зонди для дослідження біосфери планети (у романі вони названі біоскаутами). Люди на планеті також розпізнали цей тип зондів, і тепер вони опинились перед дилемою — чи краще віднайти експедицію землян, яка могла за цей час і відлетіти з планети, чи за допомогою повітряної кулі дістатись до розбитого корабля, і спробувати налагодити зв'язок із Землею. Після тривалих суперечок один із учасників першої успішної експедиції до корабля Олег вирішив, щоб повітряна куля відлетіла на пошуки експедиції землян, а він ще з кимось із жителів селища вирушить до корабля. Троє підлітків відлетіли на пошуки новоприбулого корабля землян, а Олег ще з одним дорослим відбули в похід до розбитого корабля. Експедиція на повітряній кулі зазнала аварії, зіткнувшись із деревом-велетнем, проте їм вдалось побачити здалеку табір експедиції, та, хоча й великими труднощами, дістатись до великого озера, та продовжити мандрівку на плоту. Тим часом експедиція, яка прибула на планету, виявляє покинутий космічний корабель, проте у них спочатку виникла думка, що екіпаж корабля загинув, імовірно не відразу. Проте при повторному огляді лікар корабля упевнився, що частина екіпажу вижила, та залишила корабель. Одночасно один із підлітків таки дійшов до катера землян, але по дорозі зазнав нападу місцевих хижаків, які завдали йому важких поранень, а керівник експедиції не повірила у те, що це людина, а не мавпа. Проте за деякий час члени експедиції таки знаходять підлітків, які вже зневірились у тому, що до них прийде допомога. Земний катер прибуває до селища, та рятує членів експедиції до загиблого корабля.

## Екранізації та твори на основі роману
У 1988 році на основі першої частини роману знято мультиплікаційний фільм «Перевал», а також створені два комікси.

## Переклади
Роман перекладений англійською мовою, та надрукований у 2000 році у видавництві «Peabody» під назвою «Those Who Survive». Польською мовою роман перекладений у 1989 році, та надрукований у видавництві «Współpraca» під назвою «Osada». Роман також повністю перекладений на чеську мову під назвою «Osada». Німецькою мовою роман перекладений у 1995 році, та надрукований у видавництві «Wilhelm Heyne» під назвою «Überlebende». Українською мовою роман опублікований у 2006 році спільним виданням видавництв «Навчальна книга — Богдан» та «Веселка» у перекладі Ярослава Павлюка.
Перша частина роману «Перевал» також перекладалась болгарською мовою під назвою «Проходът», та естонською мовою під назвою «Mäekuru», яка у 2011 році отримала в Естонії премію за найкращий переклад на естонську мову.